# Contea di Kaunas
La contea di Kaunas (in lituano Kauno apskritis) è una delle dieci contee della Lituania.
Dal 1º luglio 2010 ne sono stati soppressi gli organi amministrativi, dunque la contea ha solo valore statistico-territoriale.

## Comuni
La contea è divisa in 8 comuni. (Dati del 1º gennaio 2010)
Città
- Comune urbano di Kaunas (336.817)
- Comune di Birštonas (5.178)

Comuni
- Comune distrettuale di Jonava (51.947)
- Comune distrettuale di Kaišiadorys (35.334)
- Comune distrettuale di Kaunas (90.196)
- Comune distrettuale di Kėdainiai (61.872)
- Comune distrettuale di Prienai (33.048)
- Comune distrettuale di Raseiniai (40.656)